# Ermin
Ermin ist ein männlicher Vorname, der insbesondere in Bosnien-Herzegowina und in Slowenien gebräuchlich ist.

## Bekannte Namensträger
- Ermin Bičakčić (* 1990), deutscher Fußballspieler bosnisch-herzegowinischer Abstammung
- Ermin Brießmann (1936–2010), deutscher Jurist
- Ermin Hohlwegler (1900–1970), deutscher Gewerkschafter und Politiker (SPD)
- Ermin von Lobbes († 737), Benediktiner, Abtbischof von Lobbes
- Ermin Melunović (* 1973), serbischer Fußballspieler
- Ermin Rakovič (* 1977), slowenischer Fußballspieler
- Ermin Šiljak (* 1973), slowenischer Fußballspieler
- Ermin van Wyk (* 1987), namibischer Radrennfahrer
- Ermin Zec (* 1988), bosnisch-herzegowinischer Fußballspieler